# Nancowry Island
Nancowry Island är en ö i Indien.   Den ligger i unionsterritoriet Andamanerna och Nikobarerna, i den sydöstra delen av landet, 2 900 km sydost om huvudstaden New Delhi. Arean är 50 kvadratkilometer.
Terrängen på Nancowry Island är platt. Öns högsta punkt är 145 meter över havet. Den sträcker sig 11,2 kilometer i nord-sydlig riktning, och 8,5 kilometer i öst-västlig riktning.